# Akari Uemura
 (octobre 2017).
Si vous disposez d'ouvrages ou d'articles de référence ou si vous connaissez des sites web de qualité traitant du thème abordé ici, merci de compléter l'article en donnant les références utiles à sa vérifiabilité et en les liant à la section « Notes et références ».
Akari Uemura (植村 あかり, Uemura Akari), née le 30 décembre 1998 dans la préfecture d'Osaka, est une chanteuse et idole japonaise, membre du groupe Juice=Juice au sein du Hello! Project (H!P). Leur nom de scène officiel est Ārī (あーりー).

## Biographie
Après s'être présentée sans succès à une audition pour rejoindre le groupe du H!P Morning Musume en 2010, Akari Uemura est intégrée au Hello! Pro Kenshūsei et est officiellement présentée au public le 31 mars 2012 au cours du concert "Hello Pro Kenshuusei Happyoukai 2012: 3-tsuki no Nama Tamago Show!". Un an plus tard, le 3 février 2013, il est officiellement annoncé que Uemura, aux côtés de Karin Miyamoto, Tomoko Kanazawa, Yuka Miyazaki, Sayuki Takagi et Aina Otsuka, rejoignent le Hello! Project et forment un nouveau groupe, dont le nom, "Juice=Juice", est dévoilé le 25 février 2013. La couleur représentative de Uemura au sein du groupe est le vert et son fruit, le melon. Le groupe sort plusieurs singles indies en 2013, avant de faire ses débuts officiels sous le label Hachama le 11 septembre 2013 lors de la sortie de son premier single intitulé Romance no Tochū (...). Uemura joue cette année-là dans une pièce de théâtre, et sort deux photobooks (livres de photos) et trois vidéos en solo au cours des trois années suivantes.

## Groupes
Au sein du Hello! Project
- Hello! Pro Kenshūsei (2012–2013)
- Juice=Juice (2013–)
- Sato no Akari (2014–)

## Discographie

### Avec Juice=Juice
Albums
- 15 juillet 2015 : First Squeeze!

1. 1er août 2018 : Juice=Juice #2 -¡Una más!-
2. 20 avril 2022 : terzo

Mini-albums
- 24 décembre 2014 : Engeki Joshi-bu Musical "Koi Suru Hello Kitty" Original Mini-Album

Singles indies
- 3 avril 2013 : Watashi ga Iu Mae ni Dakishimenakya ne
- 5 mai 2013 : Samidare Bijo ga Samidareru

Singles majors
- 11 septembre 2013 : Romance no Tochū / Watashi ga Iu Mae ni Dakishimenakya ne (Memorial Edit) / Samidare Bijo ga Samidareru (...)
- 4 décembre 2013 : Ijiwaru Shinaide Dakishimete yo / Hajimete wo Keikenchū
- 19 mars 2014 : Hadaka no Hadaka no Hadaka no KISS / Are Kore Shitai!
- 30 juillet 2014 : Black Butterfly / Kaze ni Fukarete
- 1er octobre 2014 : Senobi / Date Ja Nai yo Uchi no Jinsei wa
- 8 avril 2015 : Wonderful World / Ça va ? Ça va ?
- 3 février 2016 : Next is You! / Karada Dake ga Otona ni Nattan Janai'
- 26 octobre 2016 : Dream Road ~Kokoro ga Odoridashiteru~ / Keep On Joshō Shikō!! / Ashita Yarō wa Bakayarō
- 26 avril 2017 : Jidanda Dance / Feel! Kanjiru yo
- 13 février 2019 : Bitansan / Potsuri to / Good bye & Good luck!  (1er single avec la 3e génération Manaka Inaba ; dernier single avec Nanami Yanagawa)
- 5 juin 2019 : “Hitori de Ikirare Sō” tte Sorettene, Homete Iru no? / 25sai Eien Setsu

1. 1er avril 2020 : Pop Music / Suki tte Itte yo
2. 28 avril 2021 : DOWN TOWN / Ganbarenai yo
3. 22 décembre 2021 : Plastic Love / Familia / Future Smile
4. 23 novembre 2022 : Zenbu Kakete GO!! / Eeny Meeny Miny Moe ~Koi no Rival Sengen~

Collaborations
- 12 juin 2013 : Ten Made Nobore! (Hello! Pro Kenshūsei feat. Juice=Juice)

## Publications
Videos solo
- 2014 : Greeting: Akari Uemura
- 2015 : Akari (Blu-ray)
- 2016 : Take It Early

Photobooks
- 2014 : Juice=Juice 1st official photobook
- 2015 : Akari
- 2016 : Akari II

## Divers
Théâtre
- 2013 : Moshimo Kokumin ga Shushō o Erandara

Radio
- 2015 : Juice=Juice Tomoko Kanazawa to Akari Uemura no Christmas mo My Pace, sur Radio Kansai